# قلبي دق (مسلسل)
قلبي دق هو مسلسل لبناني عرض في شهر رمضان المبارك لعام 2015 من إنتاج شركة مروى غروب لصاحبها المنتج مروان حداد، عُرض حصرياً على شاشة المؤسسة اللبنانية للإرسال.

## قصة المسلسل
«يورغو شلهوب» شاب عاش وتربى في لندن، يجد نفسه في موقفٍ عاديّ في الثقافة التي أتى منها، لكنه موقف إشكالي جداً ضمن تعاريف «الشرف» العربية، فيضطّر لإبرام زواج شكلّي يُنجّيه ويُنجي الفتاة «كارين رزق الله» من رصاص والدها العنيف. 
يتعرّف «سامي» إلى عالم «تينا»، صداقاتها وصديقاتها ذوات الكعوب العالية أياً كانت الظروف وأياً كانت أوقات النهار، بمكياجهنّ المُنمّق ولباسهنّ الذي يواكب الموضة، وحديثهنّ العفوّي وهمومهنّ الصغيرة، معه نتعرّف إلى هذا العالم البيروتي- إن صحّ القول، فهذا مُجرّد ملمح من ملامحه- وإلى تلك العائلة شديدة الثراء التي ترسل أولادها للحياة والدراسة في فرنسا ونتعرّف معهما إلى عالم الضيعة الذي تعيش فيها النساء بلا تبرّج، بلباس بسيط وهموم كبيرة تطال أسس الحياة ذاتها 

## الممثلون
- يورغو شلهوب

المحامي سامي تتنجي
- كارين رزق الله

كريستين
- ميشال حوراني

المحامي ادغار عبود ( ايدي )
- ستيفاني سالم

دانا
- سلطان ديب

جبران
- ناديا شربل

ياسمين
- شادي ريشا

فؤاد
- سينتيا زينون

سينتيا
- راشيل نخول

ناديا
- جوزيف ساسين

نعوم
- وداد جبور

مدام نورما ( ام دانا )
- عصام الأشقر

الدكتور ايميل توتونجي
- رنده كعدي

أمال
- نيكول معتوق سوسن
- نقولا دانيال

طانيوس ( طانوس )
- رفقا الزير

منيرفا
- دانيال بودرغم (مازن)
- مارون شرفان
- شيرين ساسين
- روجيه صقر
- ريتا عاد

نايلا
- غيث واكد

كريم توتونجي
- ايلي الشالوحي

نبيل
- جوني راميا
- تينا اضباشي
- جان مارك نعمه
- نايا شربل